# Signe Livbjerg
Signe Livbjerg (ur. 21 lutego 1980) – duński żeglarka sportowa. Brązowa medalistka olimpijska z Aten.
Zawody w 2004 były jej jedynymi igrzyskami olimpijskimi. Startowała w klasie Europa i zajęła trzecie miejsce, za Norweżką Siren Sundby i Czeszką Lenką Smidovą. Pływała również w międzynarodowych regatach w klasie 470.